# Довжанський замок
48°24′ пн. ш. 23°16′ сх. д. / 48.400° пн. ш. 23.267° сх. д.
Довжа́нський за́мок — руїни укріплення в селі Довге Іршавського району Закарпатської області. Зведене феодалами Долгаї в XIV—XV ст. та зруйноване в XV—XVI ст. Довжанська фортеця — одна з найзгадковіших на Закарпатті. Є документальні підтвердження про її існування, але жодні спеціальні дослідження ніколи не проводились. На сьогодні достеменно не відомо, де саме стояв замок.

## Історія

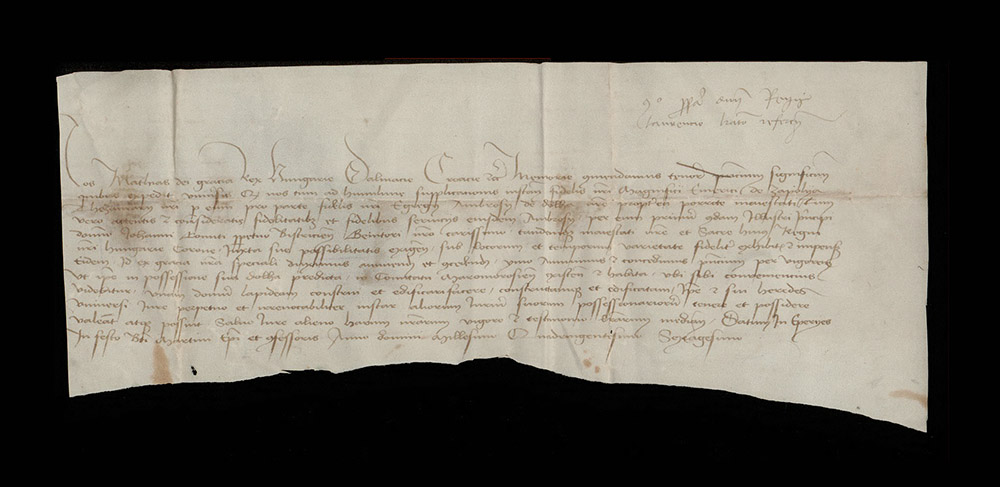
Грамота 1460 р. про будівництво замку

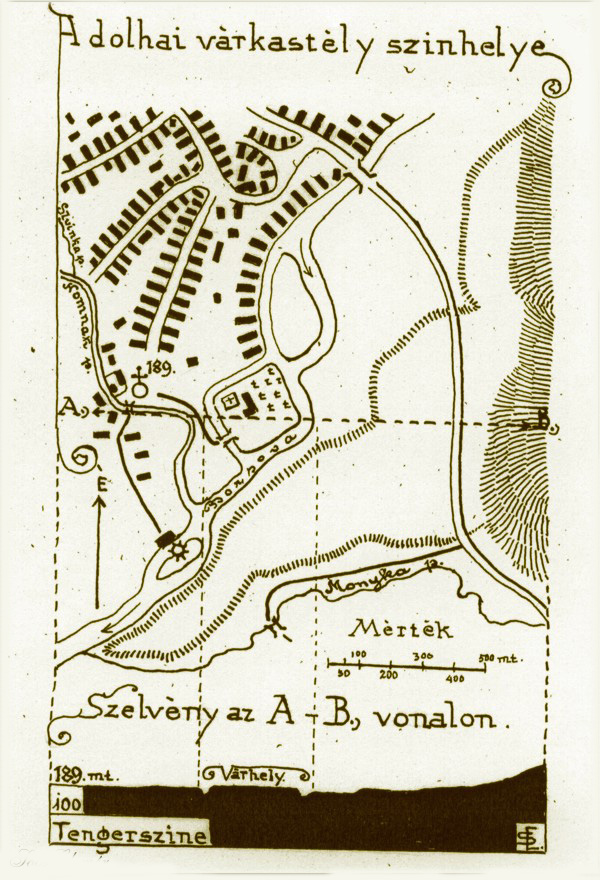
Схема розташування замку Шооша Елемера

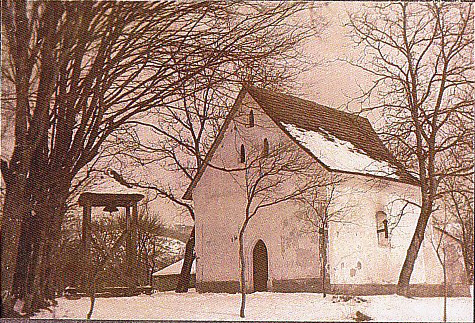
Реформаторська церква — поч. XX ст.

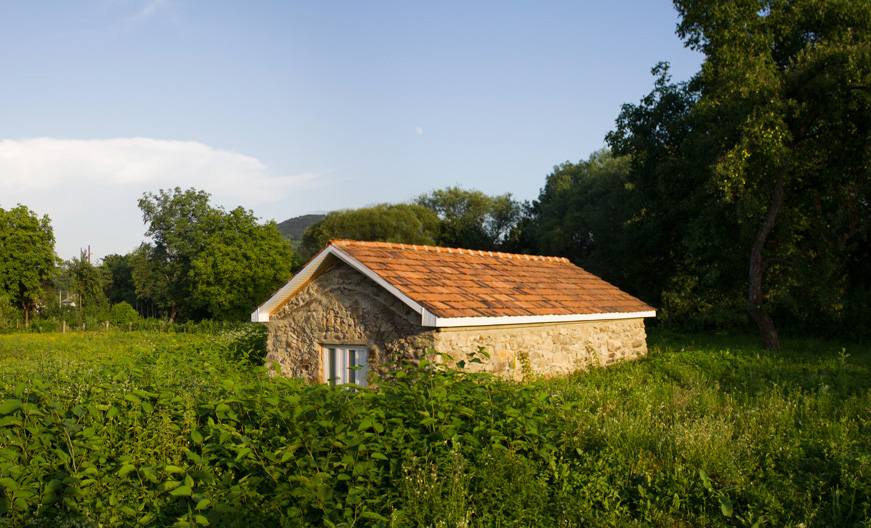
Кам'яна будівля, зведена з решток замку

Перші дерев'яні укріплення на місці замку були зведені наприкінці ХІІІ — на початку XIV ст. в районі перетину доріг Боржавської долини зі шляхом, що вів через Липецько-Полянський перевал у долину річки Ріки і до Хустського замку, розташованого на відстані 32 км у південному напрямку. На жаль, дерев'яна фортеця проіснувала недовго і була знищена вогнем. Існування стародавнього укріплення підтверджується топонімом «городище» — так у селі називають урочище біля злиття річки Боржави та її притоки Свинки.  Можна припустити, що завдяки вдало обраному місцю, довжанське укріплення мало важливу стратегічну роль у захисті прикордонних районів Угорської держави. 
У XIV—XV ст. село Довге стає центром північно-марамороських володінь (Довжанської домінії) феодалів Долгаї, так званим «possesiones capitalis», від якого рід магнатів виводить своє ім'я та предикт — de Dolha (приставка, яка вказувала на головну резиденцію угорського дворянина). 
Вірним супутником короля Угорщини, Матяша Гуняді Корвіна, в усіх війнах був Амбруш Долгаї, якому в 1460 році король на знак особливої милості дав дозвіл побудувати кам'яне укріплення в Довгому. Цікаво, що в самій грамоті від 11 листопада 1460 року фігурує термін «domum lapideam», під яким розуміють кам'яний будинок, а не замок:
|  | ...ut ipse in possessione sua Dolha predicta, in comitatu Maromorosiensi existente et habita, ubi sibi conueniencius videbitur, unam domum lapideam construi et edificari facere, constructamque et edificatam ipse et sui heredes universi Iure perpetuo et irrevocabiliter... |

Але замість будинку, Амбруш Долгаї все-таки без дозволу побудував укріплений кам'яний замок. 
У 1465 році Амбруш Долгаї скоює вбивство. Через цей злочин він декілька разів поставав перед судом. Зрештою, володіння Амбруша були конфісковані на користь вдови Яноша Гуньяді — Ержибет. Однак через деякий час королівський указ було скасовано, і Амбруш знову стає власником маєтку в долині Боржави. 
Вже у 1471 році Довжанський замок згадується, як «castellum Dolha».  В цій грамоті за 18 вересня 1471 року йдеться про рішення Національних зборів Угорщини, згідно з яким фортеця повинна бути зруйнована протягом 25 днів. Чи вона була повністю зруйнована — невідомо. 
У 1483 році будівля знову згадується в документі, за яким Амбруш отримує прощення податків за рахунок держави як компенсацію за великі матеріальні втрати та щоб мати можливість побудувати новий будинок для себе.
В 1514 році залишки укріплення в с. Довге остаточно зруйнували селяни під час повстання Дьєрдя Дожі. Протягом століть жителі села розбирали руїни і з них будували свої хати. 
Відомо, що Амбруш Долгаї був судовим капеланом. В XV столітті на території Довжанського замку Амбруш будує каплицю в готичному стилі. У 1471 та 1514 роках каплиця разом із замком зазнала руйнувань. Деякі джерела стверджують, що каплиця була родовим склепом, в якому поховані останні представники династії Долгаї. Про це свідчать знайдені людські останки та труна в напівзруйнованій крипті. Поруч з каплицею було знайдено могилу розімром 6х2 м з великою кількістю кісток. У XVIII ст. каплицю було перебудовано в кальвіністську церкву, а в 1965 році її також розібрали. 
На сучасному етапі про стародавню фортецю нагадують залишки підвального приміщення, реформаторський цвинтар та руїни реформаторської церкви з криптою.

## Дослідження Шооша Елемера
Деякі радянські вчені припускали, що сучасний палац-фортеця графів Телекі був зведений на місці старого замчища. Але ця теорія насправді хибна. Як відомо, руїни замкової каплиці та крипти були на відстані 0,5 км від палац-фортеці Телекі. Така значна віддаленість цих об'єктів спростовує версію радянських істориків. 
На початку XX ст. угорський військовий історик Шоош Елемер, відомий дослідник фортифікаційних об'єктів, займався вивченням залишків фортифікаційних споруд в с. Довге. Ймовірно, на основі своїх знань і одержаних у результаті обстеження даних, він створив план-схему розташування Довжанського замку. Згідно з припущенням Шооша Елемера, Довжанський замок був збудований на острові посеред річки Боржава. 
Ще до сер. XX ст. на Боржаві в межах села Довге було декілька островів, що підтверджує припущення угорського вченого. Версія Шооша Елемера також підтверджується існуванням топоніму «городище» — так у селі називають урочище біля злиття Боржави та її притоки Свинки. 

## Цікаві факти
- У журналі фіскальної комісії, яка проводила опис довжанського маєтку Дьєрдя Долгаї у 1712 році з метою конфіскації володінь на користь державної скарбниці, йде мова про велику двоповерхову будівлю — курію. Зокрема про те, що на другом поверсі будівлі було 5 кімнат і зал для танців — «chorus pro musicis». На цьому ж поверсі було 18 вікон. Ці факти свідчать про те, що будівля мала досить значні розміри. Існує припущення, що ця курія була колись замком або палацом з певними фортифікаційними спорудами.

- Замок в Чинадієві (Сент-Міклош) має приблизно такі ж розміри, як будівля в описі довжанського маєтку. Тут також два поверхи. На другому поверсі 6 кімнат та великий зал. Варто нагадати, що замок Сент-Міклош є майже ровесником того самого довжанського замку XIV століття. Таку схожість можна пояснити тільки традиціями середньовічного фортифікаційного будівництва в Карпатському регіоні.

## Легенди та перекази
Існує легенда про одного з Долгаїв, який вів розгульний і веселий спосіб життя. Він помер навесні, і саме навесні на місці старого замку можна побачити його привид, який продовжує пиячити.